# عصر فرمانروایان: ظهور امپراتوری روم
عصر فرمانروایان: ظهور امپراتوری روم (به انگلیسی: Age of Empires: The Rise of Rome) یک بازی رایانه‌ای در سبک استراتژیک است که توسط استودیو انسمبل ساخته شد. استودیو بازی مایکروسافت این بازی را در ۳۱ اکتبر ۱۹۹۸ منتشر کرد. این بازی، در سری بازی‌های محبوب عصر فرمانروایان قرار دارد.
این بازی، درحقیقت همان بازی عصر فرمانروایان است، با این تفاوت که امپراتوری روم نیز به سه گزینه قابل انتخاب پیشین افزوده شده‌است.

## گیم‌پلی
ظهور روم یک بسته الحاقی برای بازی عصر امپراتوری‌ها محسوب می‌شود که یک بازی استراتژی است. در این بازی، بازیکنان باید تمدنی را بسازند، توسعه دهند و بر امپراتوری‌های رقیب غلبه کنند. بازی اصلی حول محور جمع‌آوری منابع برای ساخت ساختمان‌ها، آموزش واحدهای نظامی و پیشرفت تکنولوژیک می‌چرخد که با عبور از عصرهای مختلف، امکانات جدیدی آزاد می‌شود.
این بسته الحاقی چهار تمدن جدید شامل روم، کارتاژ، پالمیرا و مقدونیه را به بازی اضافه می‌کند. همچنین پنج واحد نظامی جدید معرفی شده است: قلاب‌اندازان، سواران شتر، ارابه‌های داس‌دار، فیل‌های زره‌پوش و گالی‌های آتش‌زا. فناوری‌های جدیدی هم به بازی اضافه شده که قابلیت‌های تازه‌ای به بازیکنان می‌دهد.
از جمله این فناوری‌ها می‌توان به شهادت اشاره کرد که امکان قربانی کردن کاهنان برای تبدیل واحدهای دشمن را فراهم می‌کند. فناوری دیگری به نام منطق‌افزار هم وجود دارد که با استفاده از آن، واحدهای تولید شده از سربازخانه فقط نیم واحد از سقف جمعیت را اشغال می‌کنند.
نقشه‌های جدیدی مانند مناطق کوهستانی، جزایر بزرگ و شبه‌جزیره‌ها برای بازی‌های سفارشی اضافه شده است. بهبودهایی در گیم‌پلی هم ایجاد شده، مثلاً امکان صف‌بندی تولید واحدها یا انتخاب گروهی واحدهای مشابه با دوبار کلیک. در بازی چندنفره هم حداکثر جمعیت به ۲۰۰ واحد افزایش یافته است.
این بسته چهار کمپین جدید با ۱۹ سناریوی مختلف ارائه می‌دهد که تاریخ روم باستان را از دوران شهر-دولت بودن تا تشکیل امپراتوری روم پوشش می‌دهد. این کمپین‌ها رویدادهای مهمی مانند تأسیس روم، جنگ‌های پیروز، لشکرکشی‌های ژولیوس سزار، جنگ آکتیوم و همچنین نبرد با شخصیت‌های تاریخی مانند اسپارتاکوس و هانیبال را به تصویر می‌کشند.